# L'Île-d'Elle

L'Île-d'Elle este o comună în departamentul Vendée, Franța. În 2009 avea o populație de 1,421 de locuitori.